# Ringer-Europameisterschaften 2013
Die Ringer-Europameisterschaften 2013 fanden vom 19. März bis zum 24. März 2013 in Tiflis statt. Gerungen wurde in den Stilarten Griechisch-Römisch (Greco) der Herren, Freistil der Herren und Freistil der Damen. 21 Titel wurden bei den Wettkämpfen im Sportpalast Tiflis vergeben.

## Zeitplan
- 19. März: 66 kg Freistil, 96 kg Freistil und 48 kg Frauen
- 20. März: 55 kg Freistil, 60 kg Freistil, 51 kg Frauen und 59 kg Frauen
- 21. März:
- 22. März:
- 23. März:
- 24. März:

## Freistil, Männer

### Ergebnisse

#### Kategorie bis 55 kg
| Platz | Land          | Sportler                |
| ----- | ------------- | ----------------------- |
| 1     | Georgien      | Giorgi Edischeraschwili |
| 2     | Belarus       | Wladislaw Andrejew      |
| 3     | Türkei        | Sezer Akgül             |
| 3     | Aserbaidschan | Jaschar Alijew          |
| 5     | Russland      | Artjom Gebekow          |
| 5     | Moldau        | Alexandru Chirtoacă     |
| 7     | Armenien      | Mihran Jaburjan         |
| 8     | Frankreich    | Zoheir El Ouarraqe      |
| 9     | Bulgarien     | Georgi Wangelow         |
| 10    | Deutschland   | Emanuel Krause          |

Datum: 20. März 2013

Titelverteidiger: Dschamal Otarsultanow, Russland

Teilnehmer: 15

#### Kategorie bis 60 kg
| Platz | Land          | Sportler                    |
| ----- | ------------- | --------------------------- |
| 1     | Russland      | Opan Sat                    |
| 2     | Bulgarien     | Wladimir Dubow              |
| 3     | Deutschland   | Tim Schleicher              |
| 3     | Georgien      | Wladimer Chintschegaschwili |
| 5     | Ukraine       | Nikolai Aiwazian            |
| 5     | Türkei        | Münir Aktas                 |
| 7     | Slowakei      | Nikolai Bolotnjuk           |
| 8     | Aserbaidschan | Haji Alijew                 |
| 9     | Spanien       | Yunier Castillo             |
| 10    | Moldau        | Ion Drucenschi              |
|       |               |                             |
| 18    | Österreich    | Maximilian Ausserleitner    |

Datum: 20. März 2013

Titelverteidiger: Toğrul Əsgərov, Aserbaidschan

Teilnehmer: 18

#### Kategorie bis 66 kg
| Platz | Land          | Sportler                  |
| ----- | ------------- | ------------------------- |
| 1     | Armenien      | Dawit Safarjan            |
| 2     | Türkei        | Yakup Gör                 |
| 3     | Belarus       | Aljaksandr Kantojeu       |
| 3     | Russland      | Iljas Bekbulatow          |
| 5     | Rumänien      | Adrian Moise              |
| 5     | Moldau        | Michal Sava               |
| 7     | Aserbaidschan | Magomed Muslimow          |
| 8     | Georgien      | Konstantin Chabalaschwili |
| 9     | Bulgarien     | Nikolai Kurtew            |
| 10    | Polen         | Rafal Statkiewicz         |
|       |               |                           |
| 12    | Deutschland   | Martin Daum               |
|       |               |                           |
| 16    | Schweiz       | Steven Graf               |

Datum: 19. März 2013

Titelverteidiger: Alan Gogajew, Russland

Teilnehmer: 21

#### Kategorie bis 74 kg
| Platz | Land         | Sportler                     |
| ----- | ------------ | ---------------------------- |
| 1     | Russland     | Aniuar Borissowitsch Gedujew |
| 2     | Ungarn       | Gábor Hatos                  |
| 3     | Bulgarien    | Leonid Basan                 |
| 3     | Ukraine      | Gia Dschychalandse           |
| 5     | Serbien      | Zaur Efendiev                |
| 5     | Armenien     | Grigor Grigorjan             |
| 7     | Georgien     | Dawit Chuzischwili           |
| 8     | Griechenland | Apostolos Taskoudis          |
| 9     | Belarus      | Ali Schabanau                |
| 10    | Rumänien     | Marius Atofanin              |
|       |              |                              |
| 14    | Deutschland  | Georg Harth                  |
|       |              |                              |
| 18    | Österreich   | Philipp Crepaz               |

Datum: März 2013

Titelverteidiger: Denis Zargusch, Russland

Teilnehmer: 21

#### Kategorie bis 84 kg
| Platz | Land        | Sportler               |
| ----- | ----------- | ---------------------- |
| 1     | Georgien    | Dato Marsagischwili    |
| 2     | Armenien    | Musa Murtasalijew      |
| 3     | Russland    | Ansor Urischew         |
| 3     | Ukraine     | Ibragim Aldatow        |
| 5     | Moldau      | Piotr Janulow          |
| 5     | Rumänien    | Andrei Frant           |
| 7     | Belarus     | Murad Gaidarow         |
| 8     | Polen       | Radosław Marcinkiewicz |
| 9     | Lettland    | Armands Zvirbulis      |
| 10    | Deutschland | Gabriel Seregelyi      |
|       |             |                        |
| 13    | Schweiz     | Marco Riesen           |
|       |             |                        |
| 21    | Österreich  | Dominic Peter          |

Datum: März 2013

Titelverteidiger: Dato Marsagischwili, Georgien

Teilnehmer: 21

#### Kategorie bis 96 kg
| Platz | Land          | Sportler           |
| ----- | ------------- | ------------------ |
| 1     | Ukraine       | Pawlo Oleinik      |
| 2     | Polen         | Kamil Skaskiewicz  |
| 3     | Bulgarien     | Ljuben Iliew       |
| 3     | Russland      | Wladislaw Baizajew |
| 5     | Lettland      | Imants Lagodskis   |
| 5     | Albanien      | Egzon Shala        |
| 7     | Aserbaidschan | Chetag Gasjumow    |
| 8     | Griechenland  | Micheil Tsikovani  |
| 9     | Slowakei      | Jozef Jaloviar     |
| 10    | Georgien      | Elisbar Odikadse   |
|       |               |                    |
| 13    | Deutschland   | William Harth      |

Datum: 19. März 2013

Titelverteidiger: Abdussalam Gadissow, Russland

Teilnehmer: 19

#### Kategorie bis 120 kg
| Platz | Land          | Sportler                 |
| ----- | ------------- | ------------------------ |
| 1     | Türkei        | Taha Akgül               |
| 2     | Ukraine       | Alen Sassejew            |
| 3     | Georgien      | Geno Petriaschwili       |
| 3     | Aserbaidschan | Jamaladdin Magomedow     |
| 5     | Ungarn        | Dániel Ligeti            |
| 5     | Deutschland   | Nick Matuhin             |
| 7     | Bulgarien     | Dimitar Kumtschew        |
| 8     | Russland      | Magomedgadschi Nurasulow |
| 9     | Moldau        | Alexander Romanow        |
| 10    | Polen         | Robert Baran             |

Datum: März 2013

Titelverteidiger: Taha Akgül, Türkei

Teilnehmer: 15

## Freistil, Frauen

### Ergebnisse

#### Kategorie bis 48 kg
| Platz | Land                   | Sportlerin              |
| ----- | ---------------------- | ----------------------- |
| 1     | Russland               | Walerija Tschepsarakowa |
| 2     | Vereinigtes Königreich | Jana Stadnik            |
| 3     | Deutschland            | Jaqueline Schellin      |
| 3     | Aserbaidschan          | Patimat Bagomedowa      |
| 5     | Polen                  | Anna Lukasiak           |
| 5     | Türkei                 | Sümeyya Sezer           |
| 7     | Bulgarien              | Eliza Jankowa           |
| 8     | Schweden               | Frederika Petersson     |
| 9     | Ukraine                | Maria Liwach            |
| 10    | Ungarn                 | Mercedesz Denes         |

Datum: 19. März 2013

Titelverteidigerin: Ljudmila Baluschka, Ukraine

Teilnehmerinnen: 17

#### Kategorie bis 51 kg
| Platz | Land        | Sportler                       |
| ----- | ----------- | ------------------------------ |
| 1     | Polen       | Roksana Zasina                 |
| 2     | Rumänien    | Estera Dobre                   |
| 3     | Russland    | Jekaterina Sergejewna Krasnowa |
| 3     | Ukraine     | Julija Blahynja                |
| 5     | Deutschland | Eileen Friedrich               |
| 5     | Finnland    | Tiina Ylinen                   |
| 7     | Türkei      | Burcu Kebic                    |
| 8     | Frankreich  | Isabelle Ladeveze              |
| 9     | Lettland    | Karalina Tjapko                |
| 10    | Italien     | Francesca Mori                 |

Datum: 20. März 2013

Titelverteidigerin: Iwona Matkowska, Polen

Teilnehmerinnen: 14

#### Kategorie bis 55 kg
| Platz | Land         | Sportler           |
| ----- | ------------ | ------------------ |
| 1     | Schweden     | Sofia Mattsson     |
| 2     | Griechenland | Maria Prevolaraki  |
| 3     | Ukraine      | Irina Husjak       |
| 3     | Ungarn       | Emese Barka        |
| 5     | Rumänien     | Ana Maria Pavăl    |
| 5     | Polen        | Katarzyna Krawczyk |
| 7     | Moldau       | Mariana Esanu      |
| 8     | Deutschland  | Laura Mertens      |
| 9     | Tschechien   | Lenka Martinakova  |
| 10    | Frankreich   | Aurélie Basset     |

Datum: März 2013

Titelverteidigerin: Nataliya Sinişin, Ukraine

Teilnehmerinnen: 15

#### Kategorie bis 59 kg
| Platz | Land          | Sportler             |
| ----- | ------------- | -------------------- |
| 1     | Belarus       | Anastassia Huchok    |
| 2     | Russland      | Tschargalma Zyrenowa |
| 3     | Ukraine       | Tatjana Lawrentschuk |
| 3     | Türkei        | Hafize Sahin         |
| 5     | Ungarn        | Gabriella Sleisz     |
| 5     | Bulgarien     | Mimi Christowa       |
| 7     | Deutschland   | Luisa Niemesch       |
| 8     | Italien       | Carola Rainero       |
| 9     | Aserbaidschan | Irina Netreba        |
| 10    | Österreich    | Martina Riegler      |

Datum: 20. März 2013

Titelverteidigerin: Hanna Wassylenko, Ukraine

Teilnehmerinnen: 12

#### Kategorie bis 63 kg
| Platz | Land          | Sportler              |
| ----- | ------------- | --------------------- |
| 1     | Lettland      | Anastasija Grigorjeva |
| 2     | Polen         | Monika Ewa Michalik   |
| 3     | Ukraine       | Hanna Wassylenko      |
| 3     | Aserbaidschan | Hanna Beljajewa       |
| 5     | Spanien       | Irene Garcia          |
| 5     | Bulgarien     | Elina Wasewa          |
| 7     | Türkei        | Buse Tosun            |
| 8     | Russland      | Inna Traschukowa      |
| 9     | Deutschland   | Nadine Weinauge       |
| 10    | Montenegro    | Mirjana Martinovic    |
|       |               |                       |
| 12    | Österreich    | Laura Raffler         |

Datum: März 2013

Titelverteidigerin: Julija Ostaptschuk, Ukraine

Teilnehmerinnen: 16

#### Kategorie bis 67 kg
| Platz | Land          | Sportler               |
| ----- | ------------- | ---------------------- |
| 1     | Ukraine       | Alina Stadnyk-Machynja |
| 2     | Israel        | Ilana Kratysch         |
| 3     | Russland      | Swetlana Babuschkina   |
| 3     | Deutschland   | Aline Focken           |
| 5     | Polen         | Daria Osocka           |
| 5     | Bulgarien     | Dschahan Manolowa      |
| 7     | Rumänien      | Andrea Simon           |
| 8     | Belarus       | Galina Lewtschenko     |
| 9     | Italien       | Dalma Caneva           |
| 10    | Aserbaidschan | Natalja Palamartschuk  |
|       |               |                        |
| 14    | Österreich    | Martina Kuenz          |

Datum: März 2013

Titelverteidigerin: Henna Johansson, Schweden

Teilnehmerinnen: 14

#### Kategorie bis 72 kg
| Platz | Land          | Sportler                         |
| ----- | ------------- | -------------------------------- |
| 1     | Russland      | Natalja Worobjowa                |
| 2     | Spanien       | Maider Unda González de Audicana |
| 3     | Ukraine       | Katerina Burmistrowa             |
| 3     | Belarus       | Wassilissa Marsaljuk             |
| 5     | Estland       | Epp Mäe                          |
| 5     | Polen         | Agnieszka Wieszczek-Kordus       |
| 7     | Aserbaidschan | Səbirə Əliyeva                   |
| 8     | Österreich    | Marina Gastl                     |
| 9     | Bulgarien     | Viktoria Bobewa                  |
| 10    | Türkei        | Yasemin Adar                     |
|       |               |                                  |
| 12    | Deutschland   | Maria Selmaier                   |

Datum: März 2013

Titelverteidigerin: Maja Gunvor Erlandsen, Norwegen

Teilnehmerinnen: 13

## Griechisch-römisch, Männer

### Ergebnisse

#### Kategorie bis 55 kg
| Platz | Land          | Sportler              |
| ----- | ------------- | --------------------- |
| 1     | Belarus       | Elbek Taschyjeu       |
| 2     | Aserbaidschan | Elçin Əliyev          |
| 3     | Türkei        | Fatih Ucuncu          |
| 3     | Russland      | Bekchan Mankijew      |
| 5     | Moldau        | Victor Ciobanu        |
| 5     | Bulgarien     | Alexandar Kostadinow  |
| 7     | Norwegen      | Thomas Rønningen      |
| 8     | Armenien      | Harutjun Howhannisjan |
| 9     | Estland       | Anar Zeinalow         |
| 10    | Georgien      | Lascha Gogitadse      |
|       |               |                       |
| 14    | Deutschland   | Fabian Schmitt        |

Datum: März 2013

Titelverteidiger: Elçin Əliyev, Aserbaidschan

Teilnehmer: 17

#### Kategorie bis 60 kg
| Platz | Land          | Sportler          |
| ----- | ------------- | ----------------- |
| 1     | Bulgarien     | Iwo Angelow       |
| 2     | Russland      | Iwan Kujlakow     |
| 3     | Slowakei      | Istvan Levai      |
| 3     | Aserbaidschan | Kamran Mammadow   |
| 5     | Belarus       | Maxim Katscharski |
| 5     | Ukraine       | Lenur Temirow     |
| 7     | Schweden      | Marcus Sellden    |
| 8     | Georgien      | Rewas Laschchi    |
| 9     | Polen         | Dawid Ersetic     |
| 10    | Deutschland   | Erik Weiß         |

Datum: März 2013

Titelverteidiger: Istvan Levai, Slowakei

Teilnehmer: 24

#### Kategorie bis 66 kg
| Platz | Land          | Sportler                  |
| ----- | ------------- | ------------------------- |
| 1     | Ungarn        | Tamás Lőrincz             |
| 2     | Russland      | Adam Michailowitsch Kurak |
| 3     | Frankreich    | Artak Margaryan           |
| 3     | Aserbaidschan | Həsən Əliyev              |
| 5     | Türkei        | Atakan Yüksel             |
| 5     | Georgien      | Manuchar Tschadaia        |
| 7     | Moldau        | Ion Luchita               |
| 8     | Ukraine       | Nikolai Sawtschenko       |
| 9     | Armenien      | Sasun Ghambarjan          |
| 10    | Deutschland   | Sven Dürrmeier            |
|       |               |                           |
| 22    | Österreich    | Benedikt Puffer           |

Datum: März 2013

Titelverteidiger: Frank Stäbler, Deutschland

Teilnehmer: 24

#### Kategorie bis 74 kg
| Platz | Land        | Sportler                 |
| ----- | ----------- | ------------------------ |
| 1     | Russland    | Roman Wlassow            |
| 2     | Georgien    | Surab Datunaschwili      |
| 3     | Kroatien    | Božo Starčević           |
| 3     | Bulgarien   | Jawor Janakijew          |
| 5     | Deutschland | Pascal Eisele            |
| 5     | Belarus     | Alexander Dsemjanowitsch |
| 7     | Türkei      | Seref Tüfenk             |
| 8     | Ukraine     | Nikolai Daragan          |
| 9     | Polen       | Piotr Przepiorka         |
| 10    | Frankreich  | Steeve Guénot            |
|       |             |                          |
| 13    | Schweiz     | Jonas Bossert            |
|       |             |                          |
| 25    | Österreich  | Florian Marchl           |

Datum: März 2013

Titelverteidiger: Roman Wlassow, Russland

Teilnehmer: 28

#### Kategorie bis 84 kg
| Platz | Land          | Sportler             |
| ----- | ------------- | -------------------- |
| 1     | Russland      | Alexei Mischin       |
| 2     | Georgien      | Wladimir Gegeschidse |
| 3     | Kroatien      | Nenad Žugaj          |
| 3     | Armenien      | Artur Schachinjan    |
| 5     | Aserbaidschan | Hassan Tahmasebi     |
| 5     | Bulgarien     | Christo Marinow      |
| 7     | Schweden      | Fisnik Zahiti        |
| 8     | Ukraine       | Tschan Belenjuk      |
| 9     | Finnland      | Antti Hakala         |
| 10    | Ungarn        | Péter Bácsi          |
|       |               |                      |
| 20    | Deutschland   | Ramsin Azizsir       |
|       |               |                      |
| 25    | Österreich    | Michael Wagner       |

Datum: März 2013

Titelverteidiger: Christo Marinow, Bulgarien

Teilnehmer: 26

#### Kategorie bis 96 kg
| Platz | Land          | Sportler             |
| ----- | ------------- | -------------------- |
| 1     | Armenien      | Artur Aleksanjan     |
| 2     | Bulgarien     | Wladislaw Metodiew   |
| 3     | Frankreich    | Melonin Noumonvi     |
| 3     | Türkei        | Cenk İldem           |
| 5     | Aserbaidschan | Schalwa Gadabadse    |
| 5     | Deutschland   | Felix Radinger       |
| 7     | Georgien      | Soso Jabidse         |
| 8     | Russland      | Nikita Melnikow      |
| 9     | Griechenland  | Laokratis Kessidis   |
| 10    | Rumänien      | Alin Alexuc-Ciurariu |
|       |               |                      |
| 12    | Österreich    | Daniel Gastl         |

Datum: März 2013

Titelverteidiger: Artur Aleksanjan, Armenien

Teilnehmer: 22

#### Kategorie bis 120 kg
| Platz | Land        | Sportler                   |
| ----- | ----------- | -------------------------- |
| 1     | Türkei      | Rıza Kayaalp               |
| 2     | Ukraine     | Jewgeni Orlow (Ringer)     |
| 3     | Georgien    | Guram Pherselidse          |
| 3     | Armenien    | Wachagan Jeghijazarjan     |
| 5     | Bulgarien   | Ljubomir Dimitrow (Ringer) |
| 5     | Belarus     | Iossif Tschugaschwili      |
| 7     | Slowakei    | David Lengyel              |
| 8     | Deutschland | Eduard Popp                |
| 9     | Russland    | Schochruddi Ajubow         |
| 10    | Ungarn      | Bálint Lám                 |

Datum: März 2013

Titelverteidiger: Rıza Kayaalp, Türkei

Teilnehmer: 17